# Gastonija (dinosaurus)
Gastonija se branila od neprijatelja svojim repom koji je imao veoma debele i oštre bodlje, koje su probadale grabljivca tako jako da posle ne mogu da hodaju od udarca. Živele su u doba pozne krede. Kada se uplaše zamahivale su repom prema gore. Ne samo rep, već i celo njihovo telo je bilo prekriveno debelim bodljama. Hranili su se nižim rastinjem. Obično su živele u pustinjama. Najbolji priatelj i onaj koji najvise liči na gastoniju je edmontonija.

## Literatura
- Gaston, R.W., Scellenbach, J., Kirkland, J.I. (2001). „Mounted skeleton of the Polacanthine Ankylosaur Gastonia burgei”.  Ур.: Carpenter, Kenneth(ed). The Armored Dinosaurs. Indiana University Press. стр. 386-398. ISBN 978-0-253-33964-5.
- Blows, W. T. (2001). „Dermal Armor of Polacanthine Dinosaurs”.  Ур.: Carpenter, Kenneth(ed). The Armored Dinosaurs. Indiana University Press. стр. 363-385. ISBN 978-0-253-33964-5.